# 帕拉斯基橋

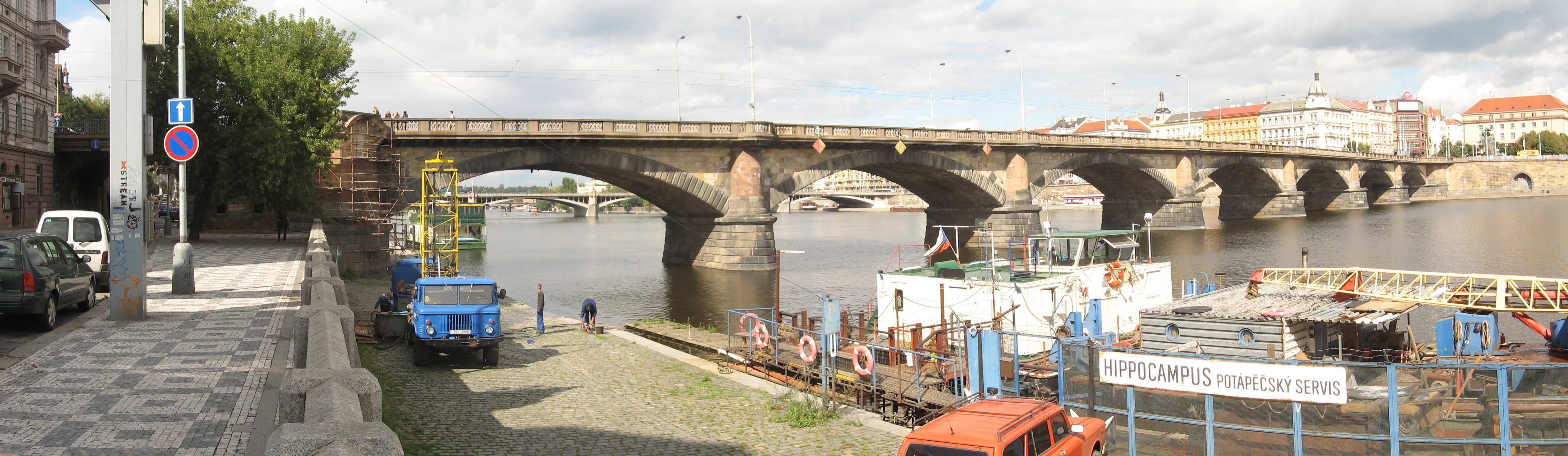

帕拉斯基橋是位於捷克首都布拉格伏爾塔瓦河的一座橋樑。帕拉斯基橋是布拉格僅次於查理大桥之後最古老的橋樑之一。帕拉斯基橋是布拉格市內第三座跨伏爾塔瓦河的橋樑。
50°04′22″N 14°24′44″E / 50.07278°N 14.41222°E